# ویکی‌پدیای تاگالوگ
ویکی‌پدیای تاگالوگ (به تاگالوگ: Wikipedia, Ang malayang ensiklopedya) نسخهٔ تاگالوگ زبان وبگاه ویکی‌پدیا است که در تاریخ ۱ دسامبر ۲۰۰۳ راه‌اندازی شد. تا تاریخ ۱۱ نوامبر ۲۰۲۰ این ویکی‌پدیا با ۶۴۵۰۲ مقاله در رتبه ۸۵ بزرگترین ویکی‌پدیاها جا دارد.